# Reformierte Kirche Sils-Baselgia

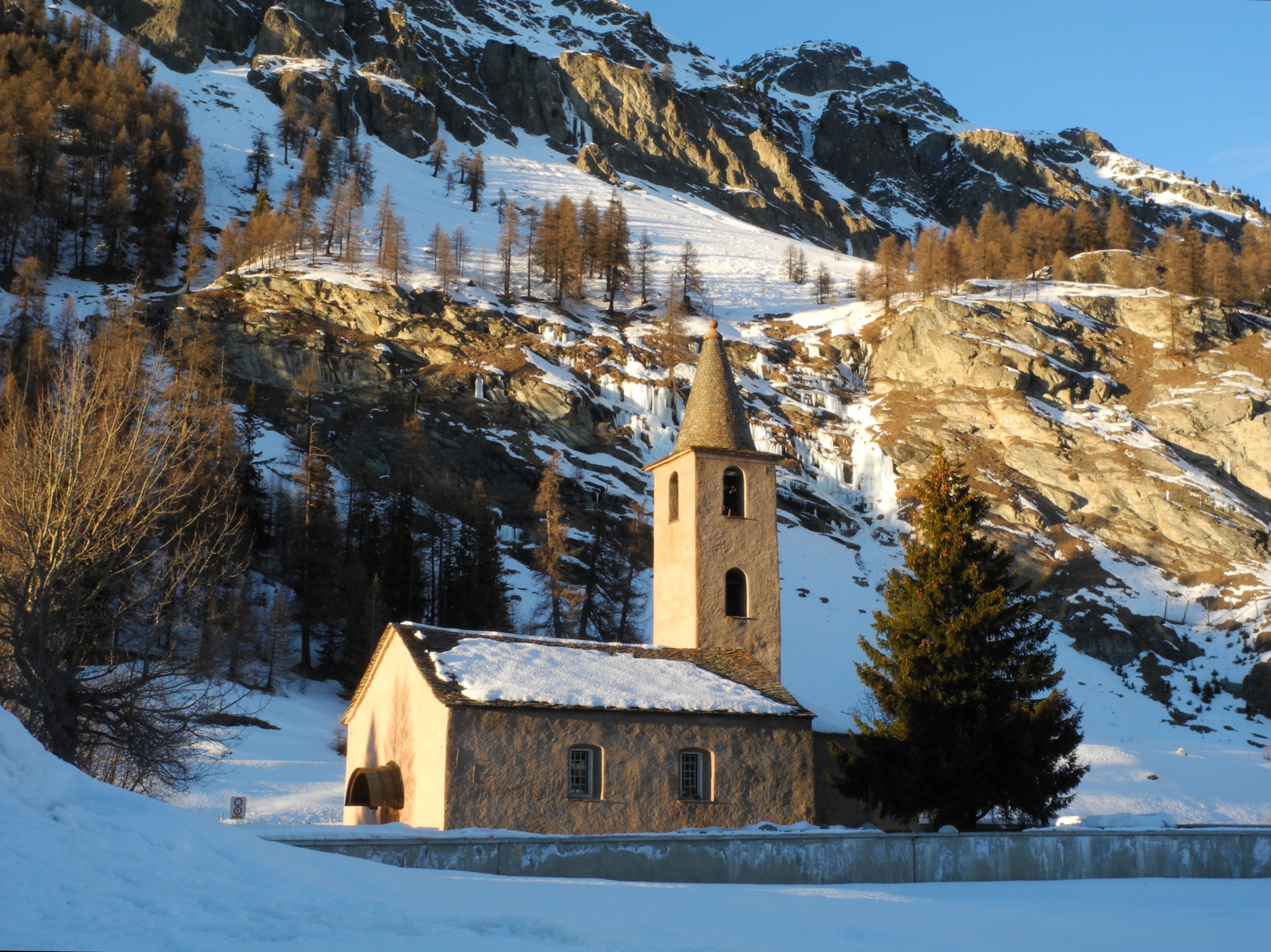
Reformierte Kirche San Lurench (St. Lorenz), Sils-Baselgia, im Januar 2011

Die reformierte Kirche Sils-Baselgia in Sils im Engadin ist ein evangelisch-reformiertes Gotteshaus unter dem Denkmalschutz des Kantons Graubünden. Sie liegt direkt am Inn im gleichnamigen Dorfquartier (Baselgia heisst im Oberengadiner rätoromanischen Idiom Puter «Kirche»).

## Geschichte und Baugeschichte

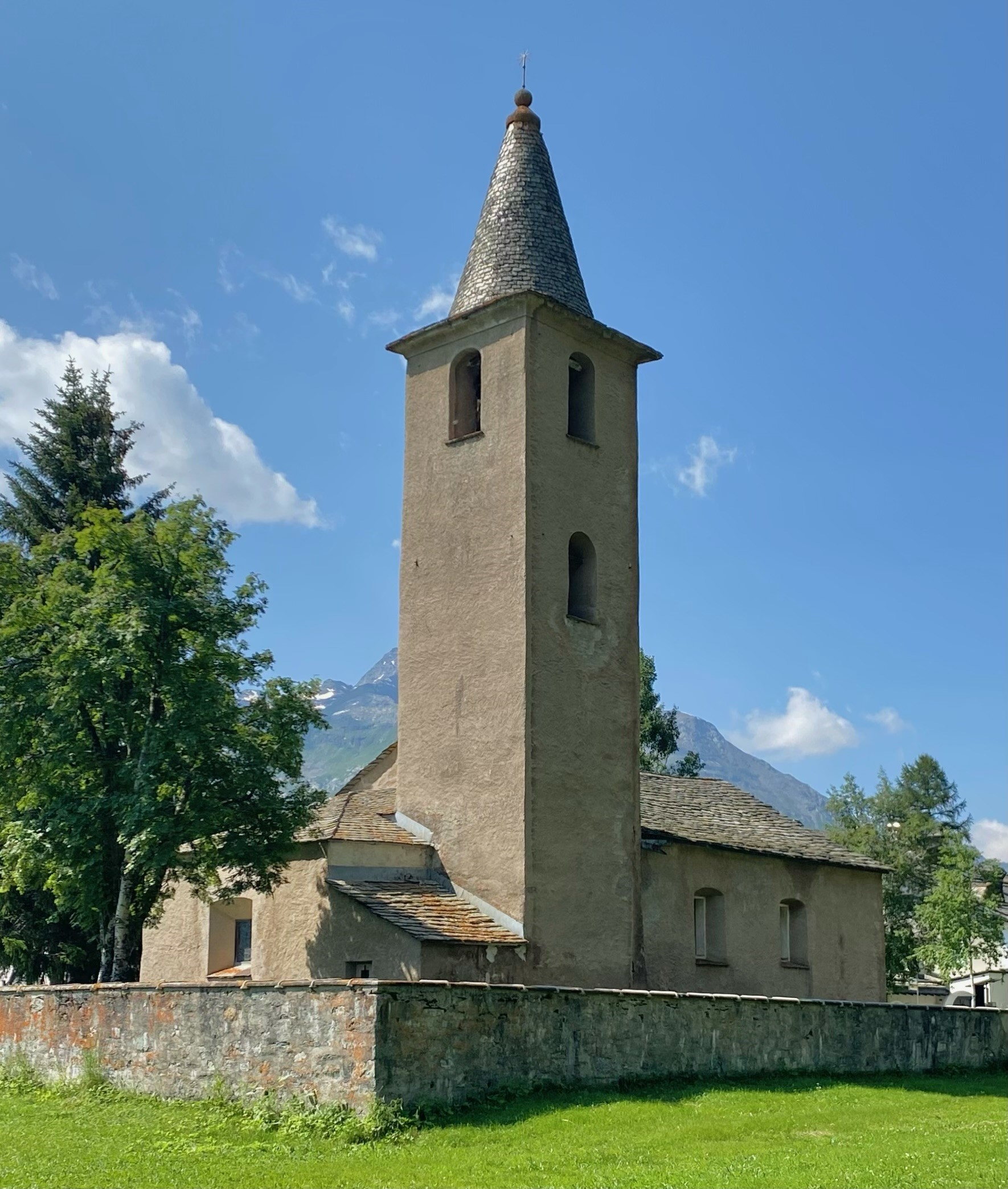
Ansicht von Nordosten, mit Chor und Sakristei

Urkundlich erstmals kommt der Ort Sils im Engadin/Segl als Sust an der Julierroute im karolingischen Urbar (um 831) vor. Eine Kirche in Sils – es muss sich um jene im Ortsteil Baselgia handeln – wird erstmals 1356 erwähnt, das Patrozinium St. Laurentius im Jahre 1598 (also erst nach der Reformation in Sils/Segl).
Baugeschichtliche Dokumente zum Bau der heutigen Kirche existieren nicht. Das bei geringer Höhe (4,10 Meter) verhältnismässig breite Schiff und die Form des Chorbogens lassen darauf schliessen, dass die Kirche in spätromanischer Zeit errichtet wurde. Der Turm ist möglicherweise nachmittelalterlich. Der Chor wurde gegen Ende des 17. Jahrhunderts eingewölbt. Renovationen wurden in den Jahren 1750, 1834 und 1980 durchgeführt.

## Äusseres
Die Kirche, umgeben vom Friedhof, ist ein schlichter Bau am still fliessenden Inn. Das Schiff, der eingezogene quadratische Chor mit Sakristei und der Turm sind wohlproportioniert. Das Schiff hat auf jeder Seite zwei, der Chor ein Fenster mit Stichbogenleibungen; der Eingang führt durch ein Rundbogenportal. Der Turm besitzt Rundbogenöffnungen auf zwei Geschossen und ist mit einem kegelförmigen Helm bekrönt. Turm- und Kirchendach sind mit Steinplatten bedeckt.

## Inneres

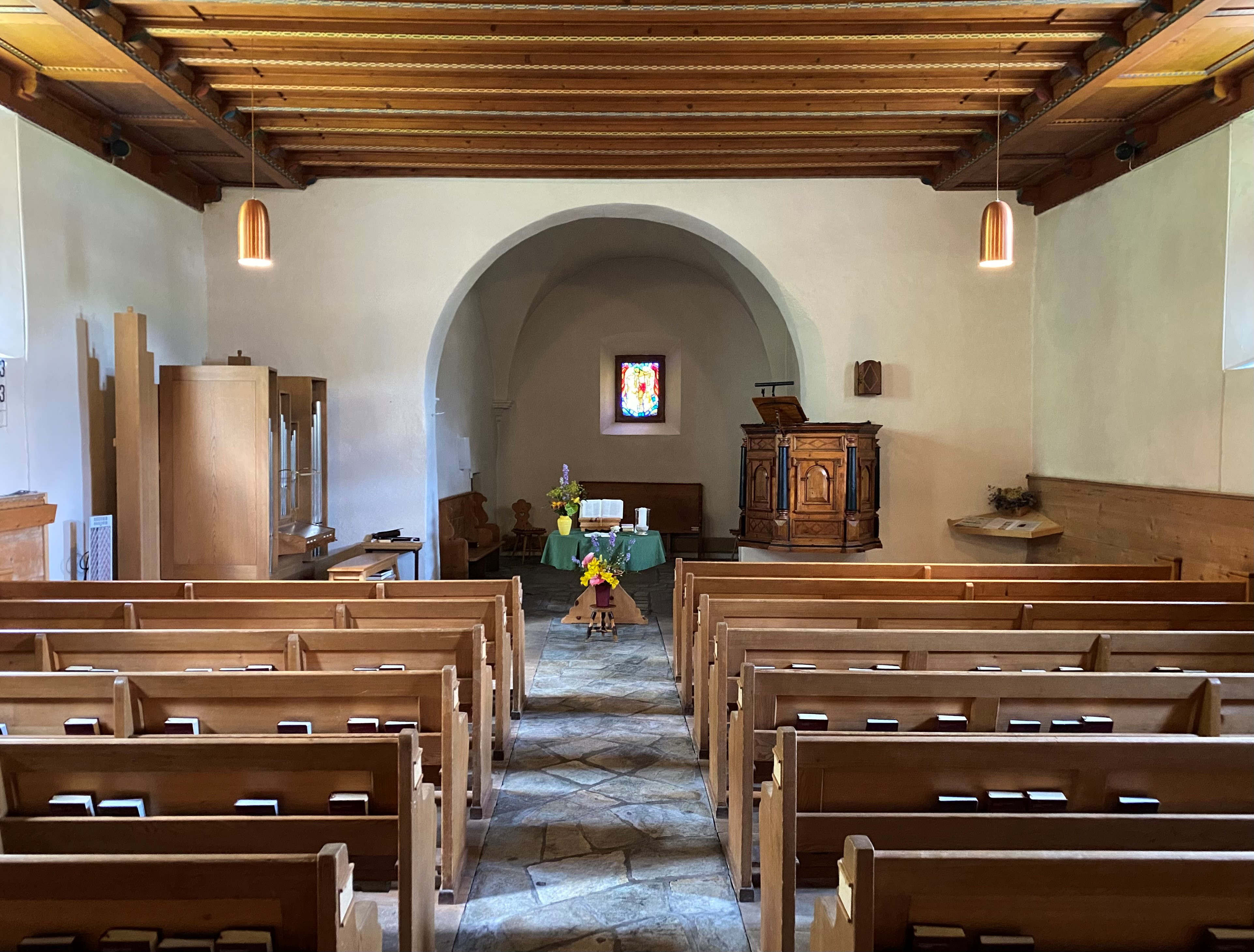
Blick vom Schiff gegen den Chor: links die Orgel, rechts die Kanzel aus dem 17. Jh.

Der quadratische Chor ist vom Schiff um 6o abgedreht und mit einem grätigen Kreuzgewölbe überdeckt, das auf profilierten Gesimsen emporsteigt und am Scheitel mit einem Stuckmedaillon geziert ist. Der halbrunde Chorbogen ist ungefasst und besitzt keine Kapitelle. Die Fensterdisposition stammt aus dem 18. Jahrhundert: viereckig mit Stichbogenleibungen, im Chorschluss achteckig. Der Eingang ist rundbogig, ungefasst. Die Holzleistendecke des Schiffes ist neueren Datums.
Am rechten Rand des Chorbogens steht eine Kanzel (ohne Schalldeckel) aus der 2. Hälfte des 17. Jahrhunderts mit architektonischer Gliederung. Links befindet sich in der Ecke Chorbogenwand/Schiff die Orgel. An der Westwand ist eine Empore eingebaut. Das Fenster in der Mitte der Apsis zeigt eine Glasmalerei von Ernst Rinderspacher (1879–1949): Abnahme des Leichnams Jesu. Weitere Glasmalereien befinden sich auf den Seitenfenstern.
Die Position der Kanzel rechts des Chors ist eher ungewöhnlich: In der Mehrzahl der reformierten Bündner Kirchen ist die Kanzel der linken Seite des Chors vorangestellt.

## Orgel

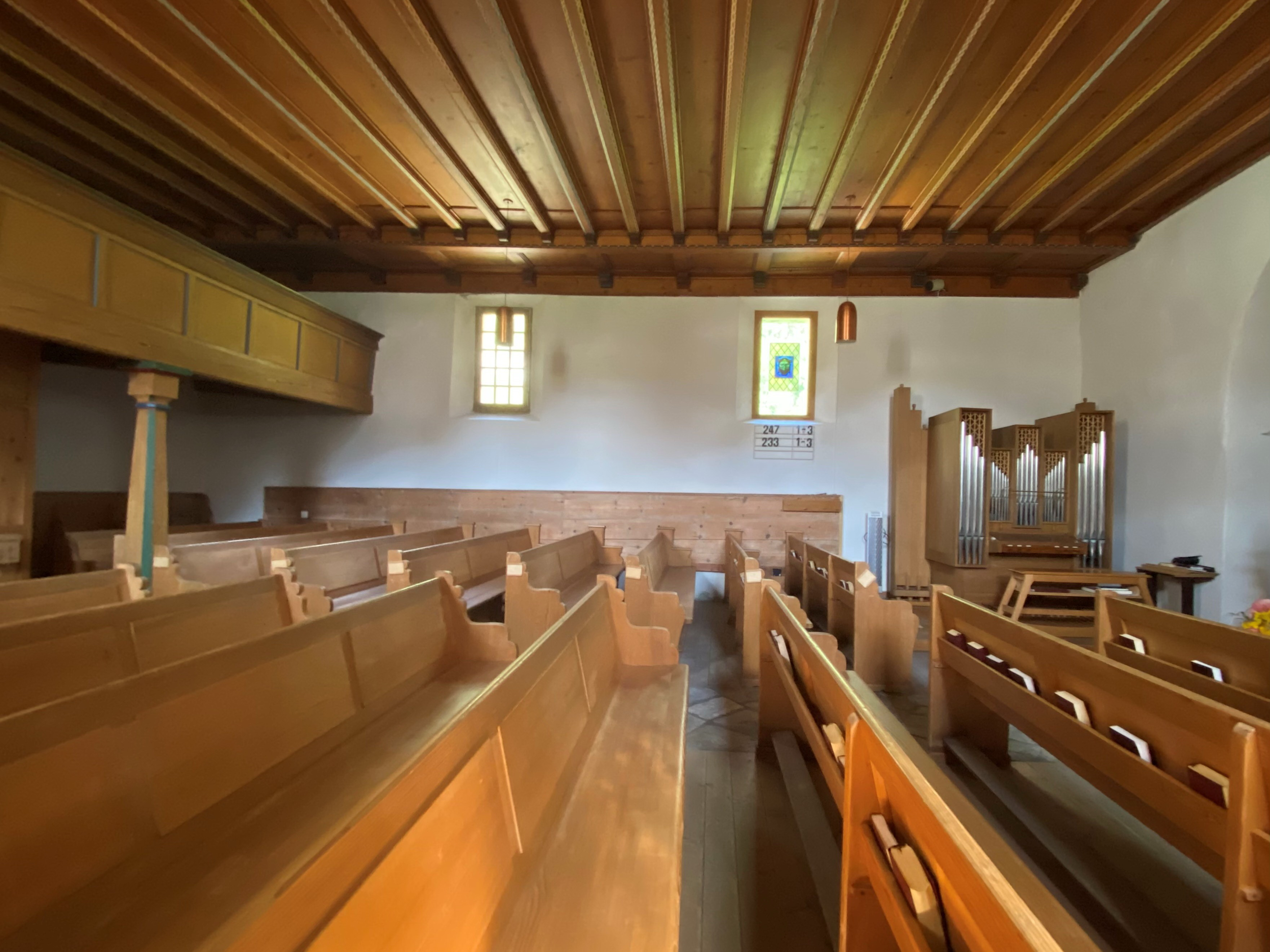
Die heutige Kuhn-Orgel steht in der Nordostecke des Schiffes

1968 ersetzte eine Orgel von Orgelbau Maag AG, Zürich ein Harmonium. Diese Maag-Orgel (Werk 34) war ein Multiplexsystem, d. h. aus einer Pfeifenreihe werden mehrere Register in verschiedenen Tonhöhen herangezogen. Diese Orgel stand zunächst vorne gegenüber der Kanzel; später wurde das Instrument in die Ecke neben der Kirchentüre versetzt (siehe Foto von 2010, unten in Galerie). Die Orgel hatte zwei Manuale, Pedal und drei Stammreihen, aus denen 14 Register gezogen wurden.
2015 wurde diese Orgel durch ein Instrument von Orgelbau Kuhn aus dem Jahr 1970 ersetzt. Es fand wieder – wie früher – seinen Platz gegenüber der Kanzel an der Nordwand des Schiffes. Dieses Instrument mit mechanischer Traktur verfügt über ein Manual, Pedal und sieben Register mit geteilter Schleiflade.

## Glocken
In der nur schwer zugänglichen Glockenstube hängen an Holzbalken zwei elektrisch angetriebene Glocken:
- Die grössere Glocke hat einen Durchmesser von 72 cm; sie ist ca. 220 kg schwer. Die Inschrift lautet: * SI DEUS PRO NOBIS QUIS CONTRA NOS. SOLI DEO GLORIA - GOSS MICH JOHANN SCHMID A GRUEN(ECK) BURGER IN CHUR 1763. NICOLAUS ZAFFIUS CIVIS ET TRIBUNUS CURIAE ET MUNICEPS IN SILS FUSUAE HUYUS CAMPANAE DIRECTOR *. Ferner sind die Namen von sechs Gemeinde- und Kirchenvorstehern verzeichnet.
- Die kleinere Glocke hat einen Durchmesser von 63 cm und ein Gewicht von ca. 150 kg. Sie trägt die Inschrift: + LUCAS . MARCUS . MATHEUS . JOHANNES . ANNO . DOMINI MCCCCXLVI (1446) +.[3]

Die Glocke von 1446 ist die älteste datierte Kirchenglocke im Oberengadin.

## Kirchliche Organisation
Kirchlich gehörte Sils/Segl im Mittelalter zu Sankt Mauritius / St. Moritz. Wann sich Sils/Segl von St. Moritz trennte, ist nicht mit Bestimmtheit zu ermitteln; jedenfalls erschien Sils schon 1550 als eigene Pfarrei. 1552 trat Sils unter Pietro Paolo Vergerio zum evangelischen Glauben über.
Sils/Segl war kirchgemeindlich fusioniert mit Silvaplana und Champfèr und gehörte in der Evangelisch-reformierten Landeskirche Graubünden zum Kolloquium VII Engiadin'Ota-Bregaglia-Poschiavo-Sursès. Seit 2017 gehört Sils/Segl zur Evangelisch-reformierten Kirchgemeinde Oberengadin (romanisch: Baselgia evangelica-refurmeda Engiadin'Ota), umgangssprachlich Refurmo genannt.

## Galerie

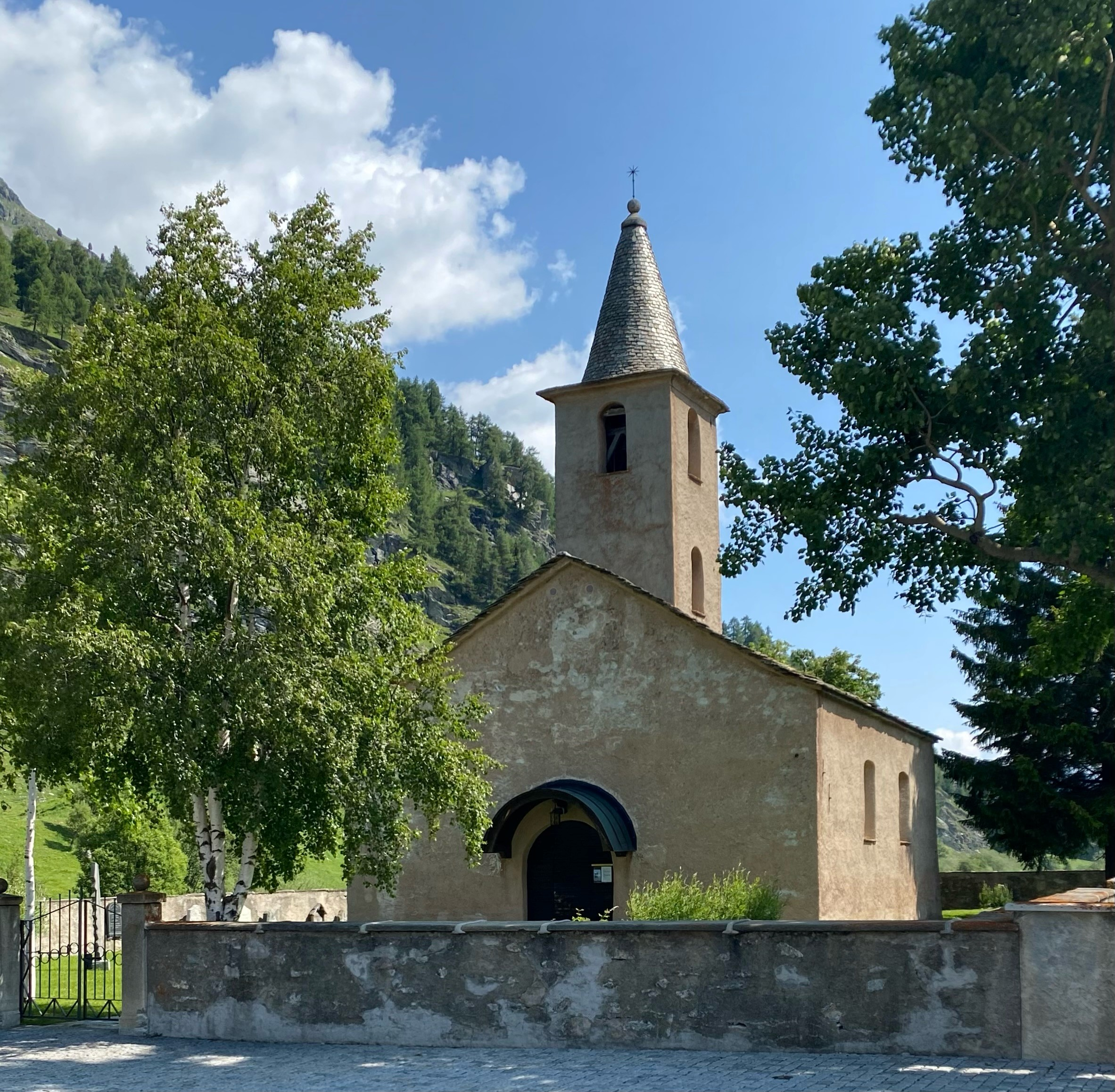
Ansicht von Südwesten mit Eingangsportal
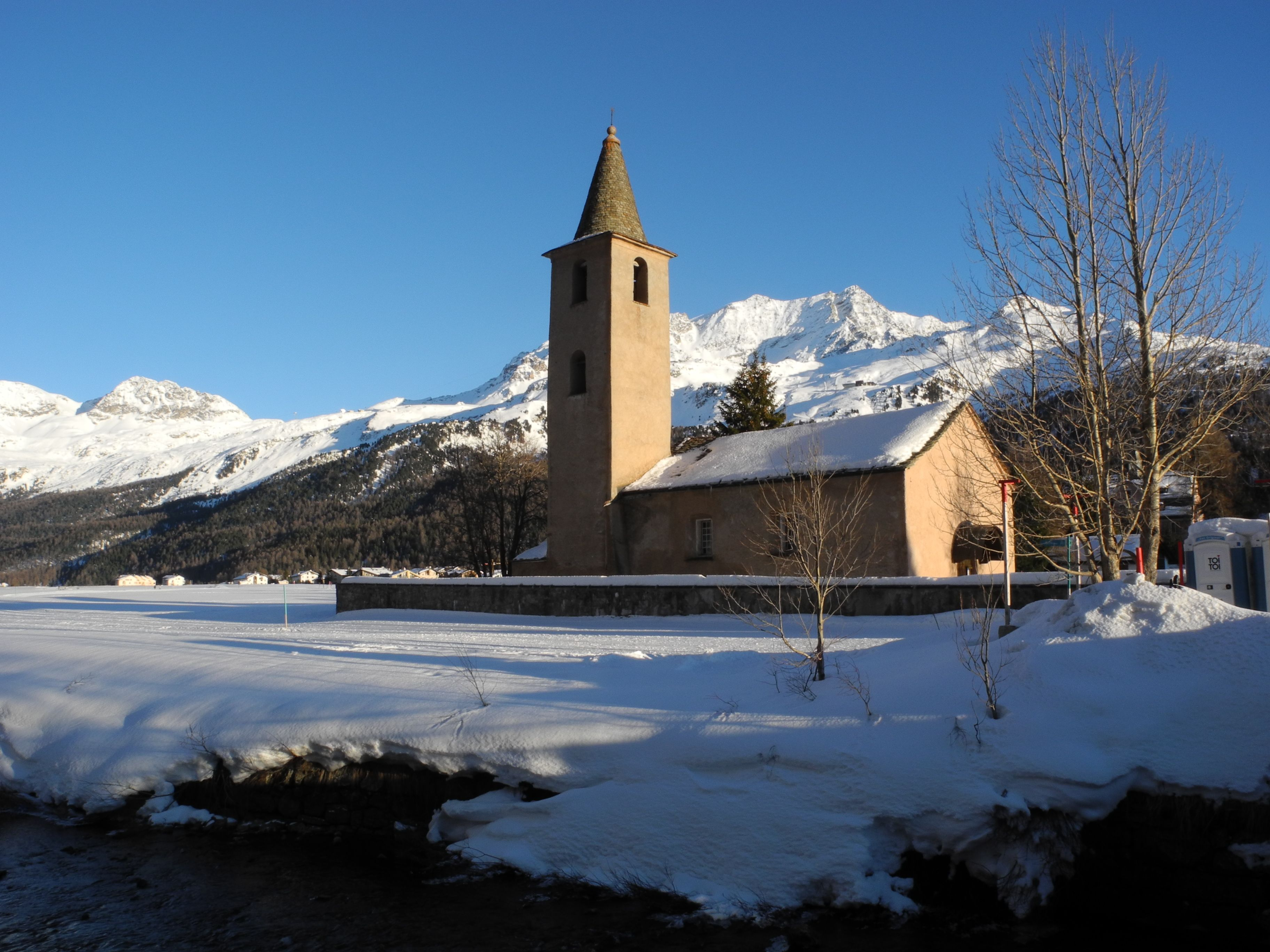
Ansicht von Nordwesten, von der Brücke über den Inn (Januar 2011)
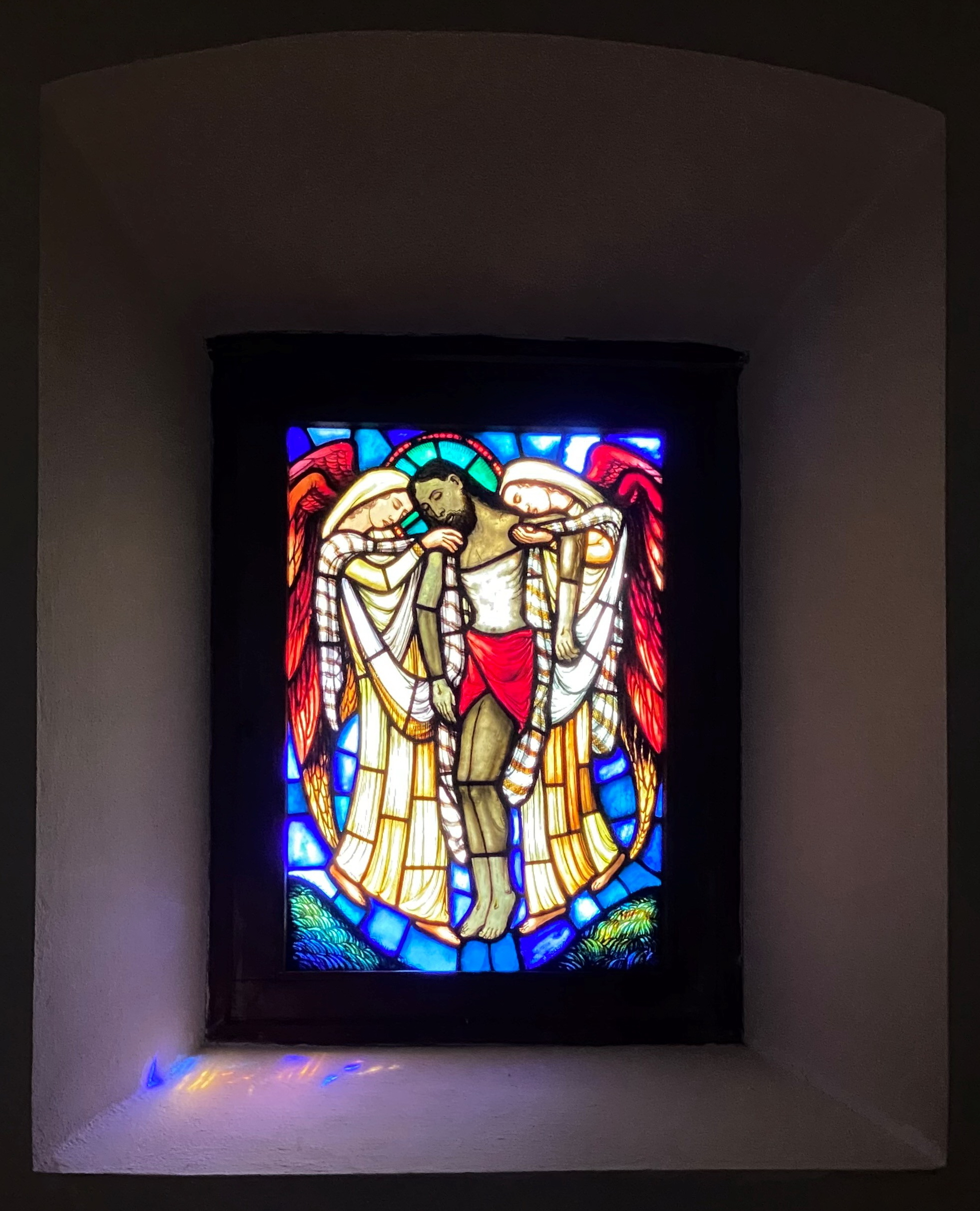
Chorfenster mit Glasmalerei von Ernst Rinderspacher: Kreuzesabnahme des Leichnams Jesu
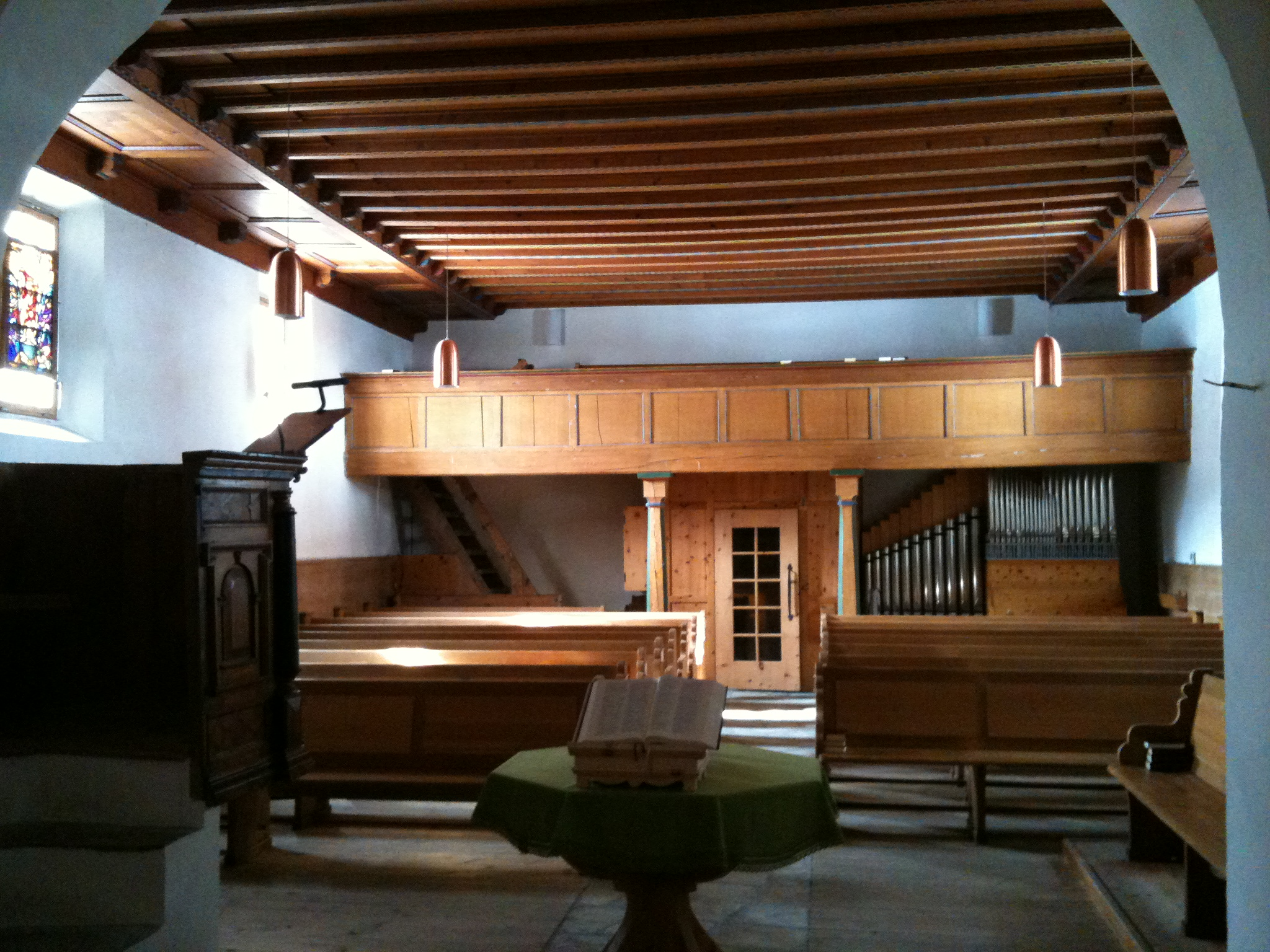
Blick vom Chor gegen den Eingang, mit der alten Maag-Orgel (2010)